# Cerastium fontanum
Cerastium fontanum es una herbácea de la familia de las cariofiláceas.

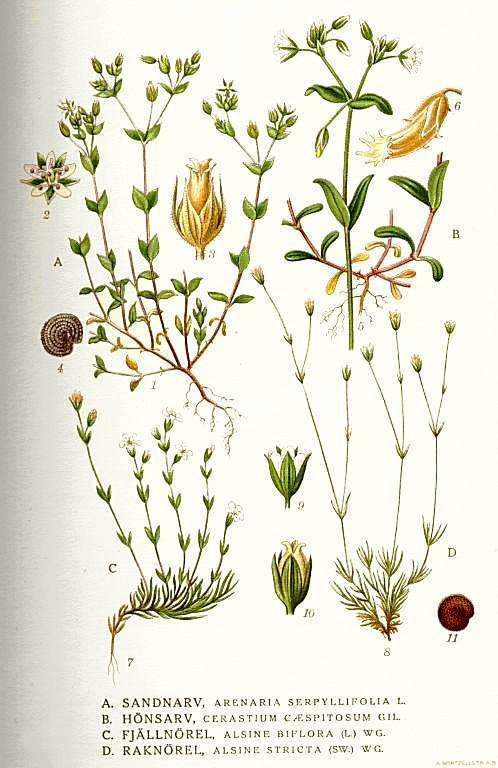
Ilustración

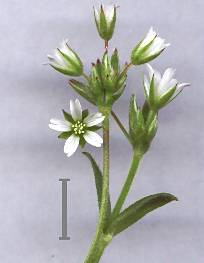
Inflorescencia

## Caracteres
Hierba vivaz o bienal. Tallos ascendentes, pelosos, de (5-)10-30(-40) cm de longitud. Hojas sésiles, opuestas, lanceoladas u ovadas de hasta 25(-35) mm de longitud. Flores dispuestas en cimas paucifloras; 5 sépalos ovado-lanceolados, de hasta 7 mm de longitud; 5 pétalos blancos, raramente ausentes, iguales o algo más largos que los sépalos, profundamente bífidos; 10 estambres; 5 estilos. Fruto en cápsula ablonga curvada en el ápice. Florece en primavera y verano.

## Hábitat
Frecuente en los manantiales y arroyos hasta los 1800 m s. n. m.

## Distribución
Europa.  Asia templada, norte de África, Islas Canarias, Azores y Madeira.

## Taxonomía
Cerastium fontanum fue descrita por   Johann Christian Gottlob Baumgarten y publicado en Enumeratio Stirpium Transsilvaniae 1: 425. 1816.
Citología
Número de cromosomas de Cerastium fontanum (Fam. Caryophyllaceae) y táxones infraespecíficos: Cerastium fontanum subsp. hispanicum Gartner: 2n=144
Etimología
Cerastium: nombre genérico que proviene del griego: keras (= cuerno), probablemente refiriéndose a la forma de los frutos del género. Fue latinizado más tarde por el botánico alemán Johann Jacob Dillenius (1684-1747) y luego, eventualmente asumida por Carlos Linneo en 1753. 
fontanum: epíteto latino que significa "de manantial, fuente"
Sinonimia
- Cerastium longirostre Wich.
- Cerastium macrocarpum Schur[6]

var. angustifolium (M.Mizush.) H.Hara
- Cerastium ianthes F.N.Williams

subsp. grandiflorum (Edgew.) H.Hara
- Cerastium grandiflorum D.Don
- Cerastium nepalense Wall.
- Cerastium nipaulense Wall. ex G.Don

subsp. lucorum (Schur) Soó
- Cerastium lucorum (Schur) Muschl.

subsp. vulgare (Hartm.) Greuter & Burdet
- Alsine trivialis E.H.L.Krause
- Arenaria anomala (Waldst. & Kit. ex Willd.) Shinners
- Cerastium alpestre Schur
- Cerastium alpigenum Schur
- Cerastium caespitosum Gilib.
- Cerastium connatum L.C.Beck
- Cerastium holosteoides Fr.
- Cerastium macrocarpum Steven ex Ledeb.
- Cerastium malachiforme Schur
- Cerastium minus Schur
- Cerastium murale Desp. ex DC.
- Cerastium pseudosylvaticum Schur
- Cerastium scandicum (Gartner) Kuzen.
- Cerastium sylvaticum Opiz
- Cerastium triviale Link
- Cerastium uliginosum Hegetschw.
- Cerastium viscidum Christm.
- Cerastium viscosum L.
- Cerastium vulgare Hartm.
- Dichodon viscidum (M.Bieb.) Holub
- Stellaria trivialis (Link) Link
- Stellaria viscosa Link[7]

## Nombre común
- Castellano: merusa, meruxa, oreja de ratón.[8]